# Мик Велоски
Михаил (Мик) Велоски (на английски: Mick Veloskey; на гръцки: Μιχάλης Ηλιόπουλος) е австралийски общественик от Македония, съосновател на Македоноавстралийския народен съюз.

## Биография
Велоски е роден през 1924 година в нестрамското село Гръче, днес Птелеа. Баща му емигрира в Австралия през 1925 година, а през 1935 година изтегля цялото си семейство в Пърт. След 3 години баща му умира и той започва работа, за да издържа семейството. През 1939-1940 година участва в основаването на македонското дружество „Единство“ заедно с Илия Малко, Джон Пизарков, Наум Шарин, Васил Босков, Тодор Петров, Борис Мано, Наум Мано, Лазо Мано, и дошлите по-късно Киро Ангелков, Стоян Сърбинов, Наум Калчунов и Стойче Стойчев.
По време на Втората световна война Мик Велоски служи в Австралийските военновъздушни сили. Подновява мирния си живот през 1946 година и оттогава обикаля Австралия и провежда много срещи с други македонци в страната, сред които и Ристо Алтин. Заедно със Стоян Сърбинов основава МАНС през 1946 година започва издаването на вестник „Македонска искра“ На първата национална конференция на МАНС през 1947 година Мик Велоски е избран за ковчежник на организацията. В края на 1947 година Мик Велоски и Илия Малков създават Македоноавстралийски съюз на бившите военнослужещи (Macedonian Australian Ex-Servicemen's League), чиято цел е да децентрализира МАНС.
В края на 1948 година Мик Велоски заедно със семейството си заминава за Социалистическа Република Македония, където развива активна дейност. В началото на 1949 година се прехвърля в Гърция заедно с група партизани по време на Гражданската война. Същата година се завръща в Австралия и се установява за постоянно в Сидни, където по-късно основава македонска църква. Продължава да се работи за благото на македонската общност в Австралия. През 1983 година посещава пак родното си място. През 1993 година основава Асоциация на егейските македонци в Австралия (Aegean Macedonian Association of Australia) заедно с Пол Стефан, Бил Власис, Виктор Бивел, Миле Доневски, Бил Манос, Стив Малко, Борис Миновски, Атанас Стрезовски и други.